# 배기 시스템
배기 시스템(exhaust system)은 엔진이나 스토브 내부의 통제되는 연소에서 반응 배기가스를 유도하는 데 사용된다. 전체 시스템은 엔진에서 연소된 가스를 전달하며 하나 이상의 배기관(exhuast pipe)을 포함한다. 전체 시스템 설계에 따라 배기가스는 다음 중 하나 이상을 통해 흐를 수 있다.
- 실린더 헤드 및 배기 매니폴드
- 엔진 출력을 높이는 터보차저.
- 대기 오염을 줄이기 위한 촉매 변환기.
- 소음을 줄이기 위한 머플러

## 배기 후처리
배기가스 후처리는 배기가스 규제를 충족하는 장치 또는 방법이다.
- 촉매 변환기
- 배기 재순환(EGR)
- 디젤 미립자 필터(DPF)
- 요소수(디젤 배기 유체, DEF 또는 AdBlue)
- 탄소 포집 및 저장
- 선택적 무촉매 환원(SNCR)
- 가스 세정기

## 같이 보기
- 배기가스